# Bière qui coule amasse mousse
Bière qui coule amasse mousse (France) ou Pygmoelion (Québec) (Pygmoelian) est le 16e épisode de la saison 11 de la série télévisée d'animation Les Simpson.

## Résumé
Homer fait exprès de provoquer une alerte incendie pour que la famille aille à la fête de la bière Duff. Tandis que Marge est enfermée dans le coin des conducteurs qui ne boivent pas et que Bart est complètement saoul, sans boire une goutte, Homer assiste à un concours de barman auquel participe Moe.
Moe gagne le concours et ainsi sa photo est sur le nouveau calendrier de la Duff. Mais il est tellement laid que la société cache sa photo par divers autocollants. Moe, déçu par son apparence physique, fait appel à la chirurgie esthétique...